# Patefon
Patefon – przenośne urządzenie o napędzie mechanicznym do odtwarzania dźwięku z płyt, wynalezione przez braci Emila i Charlesa Pathé, produkowane w latach 1905–1920 przez firmę Pathé Frères.
Odtwarzanie w patefonie odbywało się od środka płyty przy użyciu niewymiennej kulki (najczęściej szafirowej), osadzonej na ramieniu mającym możliwość poruszania się w płaszczyźnie pionowej (zapis wgłębny). Dzięki zastąpieniu igły przez kulkę wyeliminowano szumy powstające podczas tarcia igły o płytę. Na pierwszy rzut oka nie można odróżnić płyty patefonowej od gramofonowej (Pathé produkowała również płyty gramofonowe), dlatego do dzisiaj zachowało się niewiele nagrań – odtworzenie płyty patefonowej na gramofonie powodowało nieodwracalne uszkodzenia. Sam patefon odróżnić można po wertykalnym położeniu główki membrany na końcu ramienia. W gramofonie główka stoi pionowo, ale równolegle do rowków płyty.
Płyty patefonowe odznaczały się wgłębnym zapisem dźwięku (zróżnicowaną głębokością rowka zapisu), liczbą obrotów do 90/min i średnicą do 35 cm, czym różniły się od płyt gramofonowych.